# Триметилсилилизоцианат
Триметилсилилизоцианат — химическое соединение,
алкил- и изоцианопроизводное моносилана с формулой (CH3)3SiNCO,
бесцветная жидкость с резким запахом.

## Получение
- Реакция триметилхлорсилана и раствора цианата калия в расплаве смеси хлоридов калия и лития:

{\displaystyle {\mathsf {(CH_{3})_{3}SiCl+KNCO\ {\xrightarrow {400^{o}C}}\ (CH_{3})_{3}SiNCO+KCl}}}

## Физические свойства
Триметилсилилизоцианат образует бесцветную жидкость с резким запахом.
Гидролизуется в воде и влажном воздухе.
Растворяется в инертных органических растворителях.

## Применение
- Применяется при синтезе ацилизоцианатов.